# Князе-Владимирская церковь (Иркутск)
Кня́зе-Влади́мирская це́рковь (также Це́рковь свято́го равноапо́стольного кня́зя Влади́мира, Литви́нцевская це́рковь, Бе́лая це́рковь) — православный храм, расположенный в городе Иркутске на Каштаковской улице.
15 июля 1888 года, в честь 900-летия Крещения Руси, на средства иркутского купца В. А. Литвинцева была заложена каменная Князе-Владимирская церковь. Проект церкви был составлен иркутским архитектором В. А. Кудельским. В 1903 году был учреждён мужской Князе-Владимирский монастырь.
В 1922 году монастырь был закрыт. В 1990-х годах Князе-Владимирский монастырь с храмом и постройками был возвращён Иркутской епархии.